# 臺中市立沙鹿工業高級中等學校
臺中市立沙鹿工業高級中等學校，簡稱沙鹿高工、沙工、SLVS，是位於臺灣臺中市沙鹿區的一所市立技術型高級中等學校。目前為教育部化工群科中心學校。

## 校史
- 1952年，臺中沙鹿企業家李卿雲捐地創校。初名「私立沙鹿初級工業學校」，為國內唯一專門為培植紡織、染整技術人才而創立的工業職校。
- 1953年創辦人捐獻予臺中縣政府，定名為「臺中縣立初級工業職業學校」。
- 1956年改制為「臺中縣立沙鹿工業職業學校」。
- 1966年改隸屬臺灣省政府教育廳，更名為「臺灣省立沙鹿工業職業學校」。
- 1969年8月增設附設高工補校（現已改為進修學校），10月試辦建教合作實驗班，為全省首創。
- 1970年改制為「臺灣省立沙鹿高級工業職業學校」。
- 1983年試辦延教班（現已改為實用技能班）。
- 1990年創辦建教訓合作班。
- 1997年設立機械製圖科（現改為製圖科）。
- 1998年設立資訊科。
- 1999年增設電子科及資料處理科。
- 2000年2月1日，因精省而改隸教育部，更名為「國立沙鹿高級工業職業學校」。
- 2017年1月1日，改隸臺中市政府，更名「臺中市立沙鹿工業高級中等學校」。

## 歷任校長
1. 楊　丁：1953年11月－1953年12月（代理）
2. 張慎言：1953年12月－1954年11月（代理）
3. 陳清源：1954年11月－1955年3月（代理）
4. 毛　琦：1955年3月－1958年3月
5. 馬中天：1958年3月－1958年8月（代理）
6. 姜吉甫：1958年8月－1984年7月
7. 白龍芽：1984年8月－1996年7月
8. 沈華海：1996年8月－2003年11月
9. 范瓊盛：2003年11月－2004年1月（代理）
10. 許焴楨：2004年2月－2008年7月（調任國立臺中高級工業職業學校校長）
11. 周江賜：2008年8月1日－2012年7月（調任國立大甲高級工業職業學校校長）
12. 許耀文：2012年8月－2018年7月（調任臺中市立臺中第二高級中等學校校長）
13. 黃尚煜：2018年8月－2024年7月（調任臺中市立臺中工業高級中等學校校長）
14. 魏有騰：2024年8月－現任

## 歷任學生會
第1屆　
學生會會長：趙○儀　副會長：林○芝
第2屆　
學生會會長：黃○晉　副會長：邱○恩
第3屆　
學生會會長：林○宇　副會長：陳○傑
第4屆　
學生會會長：郭○宇　副會長：陳○和
第5屆　
學生會會長：吳○珊　副會長：郭○妮
第6屆　
學生會會長：李○澤　副會長：翁○旻

## 教學單位
- 紡織科
- 染整科
- 化工科
- 機械科
- 汽車科
- 製圖科
- 資訊科
- 電子科
- 資料處理科
- 商用資訊科
- 建教合作班
- 體育班
- 綜合職能班

## 校服
夏季制服
- 男生

淡藍色條紋短袖，配上深藍色制服褲
- 女生

粉紅色條紋短袖，配上深藍色制服褲
冬季制服
- 因應學校更改服裝儀容規範

自104年入學新生將原本白色長袖跟紅色領帶。修訂成現行款式。
男女生統一，深藍色條紋長袖，深藍色領帶。
運動服
- 男生

藍色短袖跟長袖，搭配灰色短褲跟長褲。
- 女生

紅色短袖跟長袖，搭配灰色短褲跟長褲。
外套
- 因應廠商停止生產自106年入學新生取消紅色運動外套。

男女生統一，黑色制服外套跟藍色防風夾克。

## 姐妹校
- 日本靜岡縣立浜松工業高等学校（日语：静岡県立浜松工業高等学校）
- 中国大陆苏州高等职业技术学校
- 中国大陆江苏联合职业技术学院苏州分院

## 外部連結
- 臺中市立沙鹿工業高級中等學校 （页面存档备份，存于）
- 臺中市立沙鹿工業高級中等學校校友
- 臺中市立沙鹿工業高級中等學校Facebook粉絲專頁 （页面存档备份，存于）

1. 1 2 3 4  . www.instagram.com.   [2025-06-22].